# 尤里·斯科科夫
尤里·弗拉基米罗维奇·斯科科夫（俄语：Юрий Владимирович Скоков；1938年6月20日—2013年2月5日）是俄罗斯政治人物。1992年至1993年担任俄羅斯聯邦安全會議秘书。

## 生平
1938年6月16日出生于远东符拉迪沃斯托克。父母为内务人民委员部工作。1961年毕业于列寧格勒電子技術學院。1966年博士课程毕业，获得科学技术副博士学位，留校担任高级研究助理。1967年加入苏联共产党。1969年开始在军事工业复合体全联盟电源研究所克拉斯诺达尔分部工作，1976年升任主任。1986年被调至莫斯科，担任全联盟电源研究所所长（1991年后称为“量子”科学生产联合公司）。
1989年至1991年为苏联人民代表大会代表。1990年至1991年担任俄羅斯蘇維埃聯邦社會主義共和國部長會議第一副主席。1992年至1993年担任俄羅斯聯邦安全會議秘书。
1993年7月，成为俄罗斯商品生产者联合会主席。同年8月至9月与特拉夫金等人创建“为祖国而和解”公众委员会，由于没能征集到足够的签名而未能参加12月份的选举。1995年4月，他在政党联盟“俄罗斯社团大会”代表大会中当选议长。1995年12月未能在国家杜马选举中获得席位，1996年春辞去大会议长职务。2003年并入祖国党，在2004年党内危机中支持罗戈津。2006年并入公正俄罗斯党。同年10月在大会中当选公正俄罗斯中央委员会委员。
2013年2月5日去世。安葬于特罗耶库罗夫公墓。
获劳动红旗勋章、荣誉徽章勋章各一枚，奖章多枚。

## 轶闻
斯科科夫是叶利钦斯维尔德洛夫斯克帮的主要成员之一。他与当时俄政界和企业界要人关系密切。1992年12月，叶利钦与原最高苏维埃在改组政府问题上发生激烈分歧。最高苏维埃在就5名总理候选人进行投票时，斯科科夫以637票名列榜首。但是叶利钦在最后选择了以621票位列第二的切尔诺梅尔金出任总理。这使得两人矛盾加深，以至于斯科科夫被解除职务。